# Marcus Clarke
Marcus Andrew Hislop Clarke (24 avril 1846 - 2 août 1881) est un romancier et poète australien, connu surtout pour son roman For the Term of his Natural Life. 

## Biographie
Marcus Clarke naît à Londres le 24 avril 1846 et fait ses études à Highgate School. Il est le fils unique de William Hislop Clarke. Il émigre en Australie, où son oncle, James Langton Clarke, était juge. Il est d'abord employé à la Banque d'Australasie mais ne montrant aucune aptitude à son poste, il doit rapidement travailler dans une ferme sur la rivière Wimmera, au Victoria. 
Il avait déjà écrit des articles pour l'Australian Magazine lorsque, en 1867, il rejoint le personnel de l'"Argus de Melbourne" grâce à l'aide du Dr Robert Lewins. Il visite brièvement la Tasmanie en 1870 à la demande de l'Argus pour se rendre compte sur place des conditions réelles de vie lors de la période du bagne dont il retraçait l'histoire. Old Stories Retold commence à paraître dans l'Australasian de février. Le mois suivant, son grand roman His Natural Life (appelé plus tard For the Term of his Natural Life) commence à paraitre en feuilleton dans l'Australasian Journal. En 1872, il devient secrétaire de la Bibliothèque publique de Melbourne et, en 1876, assistant-bibliothécaire. Il fonde en 1868 le Club de Yorick qui compte rapidement parmi ses membres les écrivains australiens les plus en vue. En 1869, il épouse l'actrice Marian Dunn avec qui il a eu six enfants. En dépit de son succès populaire Clarke rencontre constamment des difficultés financières, dont on dit qu'elles ont hâté sa mort, à Melbourne, le 2 août 1881.
Le plus célèbre de ses livres, For the Term of his Natural Life (Melbourne, 1874), est un récit magistral de la vie d'une colonie pénitentiaire en Australie. Il a également écrit Le Philosophe péripatéticien (1869), une série d'articles amusants repris de l'Australasian; Long Odds (Londres, 1870), une nouvelle et de nombreuses comédies dont la plus célèbre est Twinkle, Twinkle, Little Star donnée au théâtre royal à Melbourne à Noël 1873.